# Benedikt Moro
Benedikt Moro (Benedikt Crnac; San Fratello, 1526. – Palermo, 4. travnja 1589.), franjevac kapucin i svetac.

## Životopis
Benedikt je rođen u mjestu San Fratello od afričkih roditelja koji su dovedeni kao robovi u ranom 16. stoljeću. S vremenom su e talijanizirali i prešli na kršćanstvo. Njegovi roditelji su dobili slobodu prije rođenja njihovog sina. Kao i većina seljaka, Benedikt nije išao u školu i bio je nepismen. Tijekom svog djetinjstva i mladosti, radio je zajedno s obitelji za oskudne plaće. 
Kasnije se Benedikt pridružio zajednici pustinjaka te je podijelio sve svoje zemaljske stvari. 1564. po naredbi pape Pija IV. raspuštaju se sve nezavisne zajednice pustinjaka te su se oni priključili Redu manje braće kapucina. Kasnije odlazi u samostan u Palermo gdje je poslije bio gvardijana zajednice.
Benedikt je umro u dobi od 65 godina, 4. travnja 1589., a tvrdi se upravo na dan i sat koji je predvidio. Tijelo mu je ostalo neraspadnuto. Beatificirao ga je papa Benedikt XIV., 1743. godine, a kanonizirao Pio VII., 24. svibnja 1807. Blagdan mu se slavi 4. travnja. 